# Nguyễn Văn Thang
Nguyễn Văn Thang – wietnamski zapaśnik walczący w stylu klasycznym. Zajął szóste miejsce na mistrzostwach Azji w 2004.
Triumfator igrzysk Azji Południowo-Wschodniej w 2003 roku.